# Надим Макарим
Надим Анвар Макарим (индон. Nadiem Anwar Makarim; род. 4 июля 1984, Сингапур) — индонезийский политик, государственный деятель и предприниматель, министр образования, культуры, исследований и технологий Индонезии в Кабинете «Индонезия, вперёд».
Образование получил в  United World Colleges of South East Asia, Гарвардской школе бизнеса (2009—2011) и Брауновском университете (2002—2006).
До прихода в политику в 2010 году основал Gojek, первый стартап в Индонезии стоимостью более 10 миллиардов долларов США. В октябре 2019 года был назначен министром образования и культуры (2019—2021) президентом Джоко Видодо, позже ушёл в отставку со своего поста в компании Gojek.

## Награды
- Nikkei Asia Prize
- 2017 — Премия Ахмада Бакри  выдающимся деятелям Индонезии.